# Richland Township (comté de Macon, Missouri)
Richland Township est un ancien township, situé dans le comté de Macon, dans le Missouri, aux États-Unis,.